# Fanninia caloglossa
Fanninia es un género monotípico de fanerógamas de la familia Apocynaceae. Contiene una única especie: Fanninia caloglossa Harv..

## Distribución y hábitat
Es originario de África donde se encuentra en las praderas de Sudáfrica en (KwaZulu-Natal y Provincia Oriental del Cabo).

## Descripción
Es una planta herbácea erecta, poco ramificada, con látex blanco. Las hojas sub sésiles, de 3-5 cm de largo y 1.2 cm de ancho, lanceoladas a oblongas o elípticas, basalmente redondeadas con tricomas largos y suaves.
Las inflorescencias son extra-axilares y terminales, con 4-8 flores, simples, largamente pedunculadas. 

## Taxonomía
Fanninia caloglossa fue descrito por William Henry Harvey y publicado en The genera of South African plants, arranged ... 235. 1868.